# گاسپئیت
گاسپئیت (انگلیسی: ‌Gaspéite)، یک ماده معدنی کربنات‌نیکل بسیار کمیاب، با فرمول (Ni,Fe,Mg)CO3 است که برای اولین بار در شبه‌جزیره گاسپه، کبک، کانادا، نامگذاری شده است. گاسپئیت عضو غنی از نیکل از گروه کلسیت است. یک سری محلول جامد بین همه اعضای این گروه با کاتیون‌های دوظرفیتی وجود دارد که به راحتی در ساختار بلوری مشترک رد و بدل می‌شوند. توده‌های پاپیلاری عظیم برای بازسازی در شکستگی‌ها، بتن‌های بوتریوئیدی در لاتریت یا پر شدن شکستگی تشکیل می‌شود. همچنین به‌صورت لکه و پتینه روی جعبه‌های اکسید آهن از مواد گوسان (Gossan) وجود دارد.

## کنارزایی
گاسپئیت در سنگ‌پوشه سنگی به‌عنوان یک کانی غنی‌کننده سوپرژن (Supergene) از کانی‌های سولفید نیکل هیپوژن شکل می‌گیرد، به‌طور کلی محیط‌های خشک یا نیمه‌خشک که شرایطی را ایجاد می‌کند که در معرض غلظت کانی‌های آهکی یا کربناته در مشخصات هوازدگی است.
گاسپئیت از شهر ویدگیمولتا (Widgiemooltha)، با گوسان‌های سولفیدنیکل مرتبط با  کربنات‌تالک (Talc carbonate) کوماتیت (komatiite) مرتبط است و احتمالاً با جایگزینی نیکل به کربنات‌هایی مانند منیزیت که توسط اکسیداسیون سنگ‌شناسی تالک-کربنات و کانی‌های سولفیدنیکل اولیه و سوپرژن ایجاد شده، تشکیل می‌شود. گاسپئیت از فرآیندی مشابه با هوازدگی سایر کانی‌های سولفیدی برای تشکیل کانی‌های کربناته تشکیل می‌شود. کانی‌های سولفیدی که برای تولید گاسپئیت هوازدگی می‌شوند عبارتند از: پنتلاندیت، ویولاریت (Violarite)، میلریت و به ندرت نیکلین.

## وقوع
گاسپئیت از مکان‌های انگشت‌شماری در سراسر جهان شناخته شده است. جدای از محل نوع خود در کانادا، گاسپئیت در گوسان‌های نیکلیفر ذخایر سنگ نیکل کمبالدا نوع کمبالدا در کامبالدا و نزدیکی شهر ویجی، ویدگیمولتا هر دو در جنوب کالگورلی، استرالیای غربی، در هر دو مکان که با گارنیئریت و کامبالدائیت (Kambaldaite) نیز مرتبط است، یافت می‌شود.
کربنات نیکل، اگرچه گاسپئیت بودن آن به‌طور قطعی ثابت نشده است، اما در سنگ‌های فرامافیک تغییریافته گرمابی در نیو ساوت ولز، استرالیا، مرتبط با اجسام سرپانتینیت (Serpentinite) و ذخایر طلا نیز گزارش شده است.
گاسپئیت از معدن لرد براسی (Lord Brassey)، تاسمانی، در ارتباط با هلیریت (hellyerite) گزارش شده‌است.

## کاربردها
حضور گاسپئیت در محیط زمین‌شناسی ممکن است به‌عنوان یک شاخص استخراج سنگ معدن مواد معدنی غنی از نیکل در نزدیکی استفاده شود. سنگ‌های گاسپئیت برای کنده‌کاری اشیاء زینتی و مجسمه‌های حیوانات استفاده می‌شوند و همچنین برای استفاده در جواهرات به شکل کابوشن‌های جذاب سبز سیبی (اغلب رگه‌دار) بریده و صیقل داده می‌شوند.